# Táncdalfesztivál ’71
A Táncdalfesztivál ’71 a Magyar Rádió és Televízió országos könnyűzenei versenye volt, amely ötödik alkalommal került megrendezésre. 1971. július 24. és augusztus 24. között tartották meg, az elődöntőket Madách Színházból, a döntőt Erkel Színházból közvetítette a Magyar Televízió. A műsorvezető Ősz Ferenc és Kudlik Júlia volt.
A döntős dalokat 36 főből álló nemzetközi zsűri pontozta, amelynek az elnöke Gyulai–Gaál János volt.
Az első díjat Zalatnay Sarolta nyerte el Fák, virágok, fény című számával.

## A versenydalok
| Döntőbe jutott |

| Előadó          | Dal                                 | Előadó                        | Dal                                |
| --------------- | ----------------------------------- | ----------------------------- | ---------------------------------- |
| Ambrus Kyri     | Halló, próbáljunk szerencsét        | Kovács József                 | A régi szép idők                   |
| Aradszky László | Eleonóra                            | Kovács József                 | Üzenem én                          |
| Balás Eszter    | Írásban add                         | Kovács Kati                   | A pesti férfi                      |
| Dékány Sarolta  | Köszönet a rózsákért                | Kovács Kati                   | Vihar után                         |
| Delhusa Gjon    | Hegyek lánya                        | Máté Péter                    | Csak egy szál gitárral             |
| Expressz        | Mondd még                           | Máté Péter                    | Fel, fel fiúk a dalra              |
| Fenyvesi Gabi   | Rád hagyom a szerencsémet           | Mátrai Zsuzsa                 | Látod, nem sikerült                |
| Gulyás Judit    | Még nincs késő talán                | Monyók Ildikó                 | Csend, végre csend                 |
| Harangozó Teri  | Jó lenne                            | Neoton                        | Miért van ez így?                  |
| Harangozó Teri  | Az nem lehet                        | Non Stop                      | Lélegző, furcsa hajnalon           |
| Illés           | Elvonult a vihar                    | Non Stop                      | Hét bolond                         |
| Karda Beáta     | Nem bolondság                       | Pálffy Zsuzsa                 | Semmi sem kell!                    |
| Katona Klári    | Mért kell búcsúzni mindig?          | Payer András                  | Csókolj meg a villamoson           |
| Katona Klári    | Üres a világ                        | Poór Péter                    | Fára mászni jó                     |
| Késmárky Marika | Az igazi nyár                       | Sebestyén Ágnes, Hajdu István | Ó, csak egy szoba-hall             |
| Kishonti Ildikó | A jegygyűrű az ujjamon              | Szalkai Béla                  | Kis boldogság és mérhetetlen bánat |
| Koncz Zsuzsa    | Rég volt, szép volt                 | Szécsi Pál                    | A lépted koppanása                 |
| Koncz Zsuzsa    | Várj, míg sötét lesz                | Szécsi Pál                    | Pillangó                           |
| Koós János      | Kapitány                            | Sztevanovity Zorán            | Ballada a szomorúságról            |
| Koós János      | Nekem sincs a szerencséhez bérletem | Tolcsvayék és Trió            | Álmomban                           |
| Korda György    | Ne sírj                             | Toldy Mária                   | Józanságra intenek                 |
| Korda György    | Várom a hajnalt                     | Zalatnay Sarolta              | Fák, virágok, fény                 |
| Kovács Ferenc   | Búcsúzunk, szerelmem (Hangulat)     | Zalatnay Sarolta              | Sziklaöklű Joe                     |

Tartalékdalok:
| Dékány Sarolta | Ne vigyél engem az erdőbe                  |
| Non Stop       | Késett a szó (Ballada)                     |
| Poór Péter     | Pokoli menyegző                            |
| Szécsi Pál     | Mert nem engedem, hogy megzavard az életem |

## Döntő
Győztes |       2. helyezett (megosztott) |       3. helyezett
| #   | Előadó           | Dal címe                            | Zene és szöveg                    |
| --- | ---------------- | ----------------------------------- | --------------------------------- |
| 1.  | Szécsi Pál       | Pillangó                            | Auth Ede–S. Nagy István           |
| 2.  | Koncz Zsuzsa     | Várj, míg sötét lesz                | Huszár Erika–Tardos Péter         |
| 3.  | Korda György     | Várom a hajnalt                     | Schöck Ottó–S. Nagy István        |
| 4.  | Kovács Kati      | A pesti férfi                       | Koncz Tibor–Szenes Iván           |
| 5.  | Delhusa Gjon     | Hegyek lánya                        | Kőszeghy Attila                   |
| 6.  | Koós János       | Kapitány                            | Havasy Viktor–ifj. Kalmár Tibor   |
| 7.  | Zalatnay Sarolta | Sziklaöklű Joe                      | Wolf Péter–S. Nagy István         |
| 8.  | Korda György     | Ne sírj                             | Blum József–Szenes Iván           |
| 9.  | Illés            | Elvonult a vihar                    | Szörényi Levente–Bródy János      |
| 10. | Aradszky László  | Eleonóra                            | Németh Gábor–Szenes Iván          |
| 11. | Koncz Zsuzsa     | Rég volt, szép volt                 | Szörényi Levente–Bródy János      |
| 12. | Koós János       | Nekem sincs a szerencséhez bérletem | Fényes Szabolcs–Szenes Iván       |
| 13. | Non-Stop         | Lélegző, furcsa hajnalon            | Victor Máté–Huszár Erika          |
| 14. | Kovács Kati      | Vihar után                          | Aldobolyi Nagy György–Szenes Iván |
| 15. | Máté Péter       | Fel, fel fiúk a dalra               | Máté Péter–Szenes Iván            |
| 16. | Zalatnay Sarolta | Fák, virágok, fény                  | Schöck Ottó–S. Nagy István        |

## Díjazottak
| Díj    | Előadó           | Dal                      | Zene és szöveg                |
| ------ | ---------------- | ------------------------ | ----------------------------- |
| 1. díj | Zalatnay Sarolta | Fák, virágok, fény       | Schöck Ottó–S. Nagy István    |
| 2. díj | Illés            | Elvonult a vihar         | Szörényi Levente–Bródy Sándor |
| 2. díj | Non Stop         | Lélegző, furcsa hajnalon | Victor Máté–Huszár            |
| 2. díj | Szécsi Pál       | Pillangó                 | Auth Ede–S. Nagy István       |
| 3. díj | Koncz Zsuzsa     | Rég volt, szép volt      | Szörényi Levente–Bródy Sándor |